# 2019冠状病毒病几内亚疫情
2019冠状病毒病几内亚疫情，介绍在2019新型冠狀病毒疫情中，在几内亚发生的情况，可能无法涵盖所有個案。

## 时间轴

### 3月
2020年3月13日，几内亚卫生部宣布确诊该国首例新冠肺炎病例。患者为比利时籍，曾到达法国尼斯，3月3日回到几内亚科纳克里。
3月18日，报告第2例确诊病例，为几内亚女性，7日从意大利返回。
3月23日，新增确诊2例，累计确诊4例。
截至3月29日，幾內亞病例已經達到16例。
3月30日，新增确诊6例，累计22例。公共工程部长穆斯塔法·奈提确诊感染。

### 4月
4月1日，新增确诊8例，累计30例。新增2例为确诊病例密切接触者，3例有国外旅行史，3例感染原因待确认。
4月2日，新增确诊21例，累计52例。
4月3日，新增确诊21例，累计73例；新增治愈1例，累计治愈2例。
4月4日，新增确诊38例，累计111例；新增治愈3例，累计治愈5例。
4月5日，新增确诊10例，累计121例。
4月6日，新增确诊7例，累计128例。安全和民事保护部长阿尔贝·达芒唐·卡马拉确诊感染，为该国第二位确诊的部长。
4月7日，新增确诊16例，累计144例。
4月8日，新增确诊20例，累计164例。
4月9日，新增确诊30例，累计194例；新增治愈6例，累计治愈11例。
4月10日，新增确诊18例，累计212例；新增治愈4例，累计治愈15例
4月11日，新增确诊38例，累计250例；新增治愈2例，累计治愈17例
4月12日，新增确诊40例，累计290例。
4月13日，新增确诊29例，累计319例。
4月14日，新增确诊44例，累计363例；新增治愈14例，累计治愈31例。
4月15日，新增确诊41例，累计404例；新增治愈10例，累计治愈41例。报告首例死亡病例。
4月16日，新增确诊34例，累计438例；新增治愈8例，累计治愈49例。
4月17日，新增确诊39例，累计477例；新增治愈10例，累计治愈59例；新增死亡2例，累计死亡3例。
4月18日，新增确诊41例，累计518例；新增治愈6例，累计治愈65例。
4月19日，新增确诊61例，累计579例；新增治愈22例，累计治愈87例；新增死亡2例，累计死亡5例。
4月20日，新增确诊43例，累计622例；新增治愈35例，累计治愈122例。
4月21日，新增确诊66例，累计688例；新增治愈5例，累计治愈127例；新增死亡1例，累计死亡6例。
4月22日，新增确诊73例，累计761例；新增治愈37例，累计治愈164例。
4月23日，新增确诊101例，累计862例；新增治愈6例，累计治愈170例。
4月24日，新增确诊92例，累计954例；新增治愈21例，累计治愈191例。
4月25日，新增确诊42例，累计996例；新增治愈17例，累计治愈208例；新增死亡1例，累计死亡7例。
4月26日，新增确诊58例，累计1054例；新增治愈17例，累计治愈225例。
4月27日，新增确诊69例，累计1163例；新增治愈21例，累计治愈246例。
4月28日，新增确诊77例，累计1240例；新增治愈23例，累计治愈269例。
4月29日，新增确诊111例，累计1351例；新增治愈44例，累计治愈313例。
4月30日，新增确诊144例，累计1495例；新增治愈16例，累计治愈329例。

### 5月
5月1日，新增确诊42例，累计1537例；新增治愈13例，累计治愈342例
5月2日，新增确诊49例，累计1586例；新增治愈63例，累计治愈405例
5月3日，新增确诊64例，累计1650例；新增治愈32例，累计治愈437例
5月4日，新增确诊60例，累计1710例；新增治愈13例，累计治愈450例；新增死亡2例，累计死亡9例
5月5日，新增确诊101例，累计1811例；新增治愈48例，累计治愈498例；新增死亡1例，累计死亡10例。
5月6日，新增确诊45例，累计1856例；新增治愈99例，累计治愈597例；新增死亡1例，累计死亡11例。
5月7日，新增确诊71例，累计1927例；新增治愈32例，累计治愈629例。
5月8日，新增确诊82例，累计2009例；新增治愈34例，累计治愈663例。
5月9日，新增确诊33例，累计2042例；新增治愈35例，累计治愈698例。
5月10日，新增确诊104例，累计2146例；新增治愈16例，累计治愈714例。
5月11日，新增确诊67例，累计2213例；新增治愈57例，累计治愈771例。
5月12日，新增确诊85例，累计2298例；新增治愈45例，累计治愈816例。
5月13日，新增确诊76例，累计2374例；新增治愈40例，累计治愈856例；新增死亡3例，累计死亡14例。
5月14日，新增确诊101例，累计2473例；新增治愈39例，累计治愈895例。
5月15日，新增确诊58例，累计2531例；新增治愈199例，累计治愈1094例；新增死亡1例，累计死亡15例。总统阿尔法·孔戴宣布将现有的紧急状态再延长一个月。
5月16日，新增确诊127例，累计2658例；新增治愈39例，累计治愈1133例；新增死亡1例，累计死亡16例。
5月17日，新增确诊69例，累计2727例；新增治愈50例，累计治愈1183例。
5月18日，新增确诊69例，累计2796例；新增治愈80例，累计治愈1263例。
5月19日，新增确诊67例，累计2863例；新增治愈262例，累计治愈1525例；新增死亡2例，累计死亡18例。